# Syndicat national des entreprises gaies
Pour les articles homonymes, voir SNEG.
 (novembre 2015).
Si vous disposez d'ouvrages ou d'articles de référence ou si vous connaissez des sites web de qualité traitant du thème abordé ici, merci de compléter l'article en donnant les références utiles à sa vérifiabilité et en les liant à la section « Notes et références ».
Le Syndicat National des Entreprises Gaies (ou SNEG), était une association loi de 1901 fondée en 1990 par plusieurs exploitants de débits de boissons, saunas et cruisings LGBT français.
L'association se scinde en deux branches en 2013, ENIPSE (Équipe Nationale d’Intervention en Prévention et SantE) pour la mission sanitaire, et SNEG & Co (Syndicat National Professionnel des Métiers du CHRD & Co) pour la défense, la promotion, la représentation et l'information des acteurs économiques LGBT en France.
À l'origine l'association créée en 1990 regroupe une partie des entreprises de la communauté homosexuelle. C'est un syndicat professionnel de la branche CHRD (café hôtel restaurant discothèques) avec le n° 21039 affilié à l'UMIH, principale branche d'employeurs du secteur de la restauration en France.
Ses activités étaient divisées en deux départements :
- SNEG Syndicat, spécialisé dans le conseil à la création et la gestion des entreprises dont les services sont destinés à la communauté homosexuelle.
- SNEG Prévention, spécialisé dans la lutte et la prévention contre le SIDA.

Aujourd'hui le syndicat est présidé par Olivier Robert.

## Histoire

### Le SNEG (1990-2013)
L'association historique « SNEG » a été créée en 1990 par Bernard Bousset (fondateur entre autres des bars Quetzal, Open Café et autres établissements du Marais à Paris) soutenue par d’autres exploitants militants.
Tandis que l’épidémie de sida faisait des ravages, il était encore interdit en France de distribuer des préservatifs et des documents de prévention dans les commerces. Accompagné d’une poignée de militants gays, commerçants et acteurs associatifs, Bernard Bousset interpelle alors les pouvoirs publics afin d’obtenir l’autorisation de mettre en place, sans craindre ni verbalisation, ni fermeture administrative, la distribution de préservatifs et de documents de prévention adaptés à la communauté homosexuelle. Le 18 mars 1992, grâce aux actions de Bernard Bousset, est signée une circulaire interministérielle permettant la mise en place de la prévention dans les établissements commerciaux de la communauté gay, mais aussi bien au-delà.
Outre la prévention du VIH dans les établissements gays, parmi les actions menées par le SNEG on trouve des actions de prévention liées à la consommation d'ecstasy,, la distribution de préservatifs dans les bars ou le plaidoyer contre l'interdiction de vente des poppers.

### SNEG & Co et ENIPSE (à partir de 2013)
L'Assemblée générale extraordinaire du 10 juin 2013 décide de la séparation juridique des deux pôles d’action du SNEG (Pôle prévention et Pôle syndicat) en deux entités juridiques : SNEG & Co et « ENIPSE » : Équipe nationale d’intervention en prévention et santé pour les entreprises. Cette dernière incarne l'association historique et ne conserve que l’activité liée à la prévention et à la santé communautaire. L’activité syndicale est transférée à une nouvelle association (créée préalablement en avril 2013) enregistrée en tant que syndicat professionnel no 21039 sous le régime de la loi du 21 mars 1884 et portant le nom « SNEG & CO ». Les deux entités constituées en structures juridiques différentes gardent des liens de collaboration.

## Organisation
Le Conseil d’administration de l’ENIPSE est composé d’au moins neuf administrateurs élus pour quatre années, dont un réservé à Bernard Bousset, membre de droit. L’ensemble de ce collège est bénévole.
Depuis la création la structure devenue ENIPSE, les exploitants ont pris en charge financièrement plus de 100 millions de préservatifs auprès d'une centrale d’achats (aujourd’hui cogérée par les deux structures). Ce partenariat a permis la diffusion de plus de 9 millions de documents de prévention et la structure a créé 69 campagnes de prévention. Des milliers d’heures d’interventions en prévention dans les lieux festifs commerciaux partenaires partout en France. Cette expérience acquise de l’association SNEG, aujourd’hui ENIPSE, en matière de prévention du VIH et des autres infections sexuellement transmissibles et dans la promotion de la santé auprès des populations fréquentant les établissements LGBT est reconnue par le monde associatif et institutionnel VIH. Cela a permis à la structure un transfert de compétences vers des établissements commerciaux n’ayant pas nécessairement une activité dédiée à une population strictement LGBT, mais avec des besoins en matière de santé liés (ou non) à la sexualité rattachés à l’univers festif de l’ensemble des établissements festifs en France.

## Présidents

### SNEG
- Bernard Bousset
- Jean-François Chassagne
- Gérard Siad

### SNEG & Co
- Gérard Siad
- Olivier Robert (depuis 2017[5])

### ENIPSE
- Frédéric Dupont[12]
- Danièle Pozza
- Jean Derouineau
- Antonio Alexandre[1]